# Ruissaari (ö i Södra Savolax, Nyslott, lat 61,91, long 28,80)
Ruissaari är en ö i Finland. Den ligger i sjön Haukivesi och i kommunen Nyslott i  landskapet Södra Savolax, i den sydöstra delen av landet, 280 km nordost om huvudstaden Helsingfors. Öns största längd är 0,5 kilometer i sydväst-nordöstlig riktning.